# Notophthiracarus dandenongensis
Notophthiracarus dandenongensis är en kvalsterart som beskrevs av Wojciech Niedbała 2006. Notophthiracarus dandenongensis ingår i släktet Notophthiracarus och familjen Phthiracaridae. Inga underarter finns listade i Catalogue of Life.